# Jan Roelof Kruithof

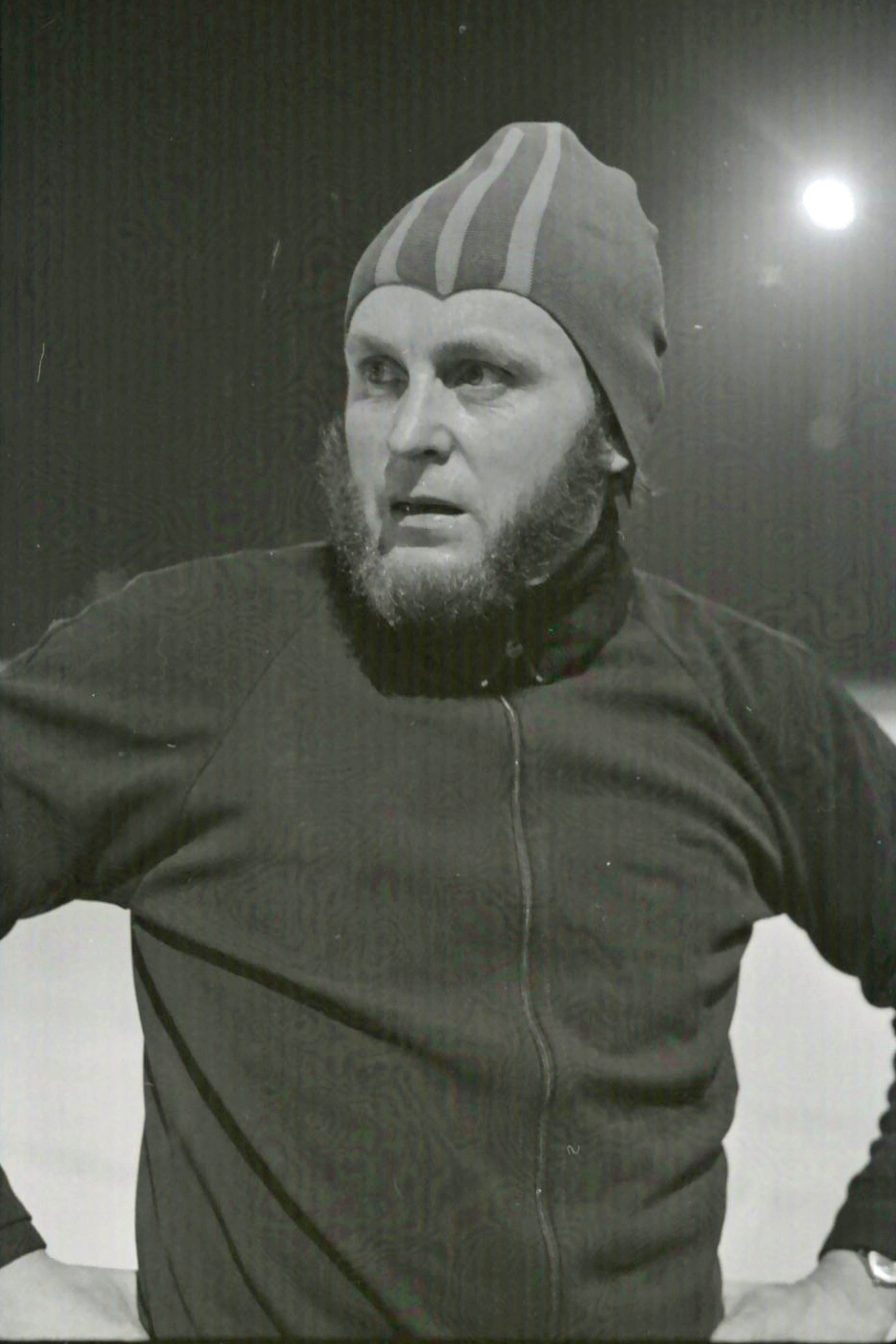
Jan Roelof Kruithof in 1972

Jan Roelof Kruithof (Ouwsterhaule, 16 december 1936) is een Nederlands architect en voormalig marathonschaatser.
Kruithof begon actief met marathonschaatsen in 1969. Zijn belangrijkste wapenfeit is dat hij tussen 1974 en 1991 elf keer de alternatieve Elfstedentocht won. Ook won hij vier van de vijf edities van de Oldambtrit tussen 1969 en 1980 en vestigde een werelduurrecord. In 1994 vestigde hij in Baselga di Pinè een record voor de grootste afgelegde schaatsafstand in 24 uur: 655 kilometer en 700 meter.
In de jaren zeventig en begin jaren tachtig gold hij als vrijwel onverslaanbaar op wedstrijden langer dan 100 km, maar hij had de pech dat de Elfstedentocht in deze periode niet gereden werd. Toen in 1985 uiteindelijk toch de dertiende Elfstedentocht kwam, gold hij nog steeds als grote kanshebber, ondanks dat hij inmiddels 48 jaar oud was. Door een valpartij bij het klunen in Kimswerd verloor hij echter aansluiting bij de kopgroep, en werd uiteindelijk twaalfde. Bij de Elfstedentocht van het volgende jaar werd hij 52e. Bij de vijftiende Elfstedentocht in 1997 finishte hij gedeeld met 3 anderen als eerste toerrijder. Op z’n 81e verjaardag, 16 december 2017 werd Kruithof onderscheiden met de Gouden Speld van de KNSB. 
In februari 2023 werd voor hem een zwerfkei met plaquette onthuld op het Piet Soerplein in Havelte.

## Records

### Wereldrecords
| Nr. | Afstand                       | Afstand      | Datum               | Baan            |
| --- | ----------------------------- | ------------ | ------------------- | --------------- |
| 1.  | Werelduurrecord               | 35.246,82 m* | 16 februari 1973    | Assen           |
| 2.  | Werelduurrecord               | 36.971,00 m* | 23 februari 1976    | Inzell          |
| 3.  | Wereldrecord 24 uur schaatsen | 608.700 m*   | 15/16 februari 1992 | Baselga di Pinè |
| 4.  | Wereldrecord 24 uur schaatsen | 651.570 m*   | 27/28 februari 1993 | Baselga di Pinè |
| 5.  | Wereldrecord 24 uur schaatsen | 655.600 m*   | 26/27 februari 1994 | Baselga di Pinè |

| * | = officieus wereldrecord |

## Overwinningen

### Natuurijsklassiekers
- Noordwesthoekrit - 1985
- Oldambtrit - 1969, 1976, 1978, 1980
- Hollands Venetiëtocht - 1970, 1972
- Veluwemeertocht - 1987